# Luis Caballero
Luis Caballero (17. září 1962 Asunción – 6. května 2005 Asunción) byl paraguayský fotbalista, obránce. Byl zabit při loupeži ve vlastní kanceláři.

## Fotbalová kariéra
Hrál v paraguayské lize za Club Guaraní a Club Olimpia, V Argentině hrál za Deportivo Mandiyú. V letech 1984 a 1995 získal paraguayský mistrovský titul. Za reprezentaci Paraguaye nastoupil v letech 1983–1989 ve 27 utkáních. Byl členem paraguayské reprezentace na Mistrovství světa ve fotbale 1986, ale v zápase nenastoupil. V jihoamerickém Poháru osvoboditelů nastoupil v 8 utkáních.